# Rhadinella kinkelini
Espèce
Synonymes
- Rhadinaea kinkelini Boettger, 1898
- Trimetopon veraepacis Stuart, 1963

Statut de conservation UICN

 LC  : Préoccupation mineure
Rhadinella kinkelini  est une espèce de serpents de la famille des Dipsadidae.

## Répartition
Cette espèce se rencontre dans le sud-est du Mexique, au Guatemala, au Honduras, au Salvador et au Nicaragua.

## Étymologie
Cette espèce est nommée en l'honneur de Georg Friedrich Kinkelin (1836–1913).

## Publication originale
- Boettger, 1898 : Katalog der Reptilien-Sammlung im Museum der Senckenbergischen Naturforschenden Gesellschaft in Frankfurt am Main. Frankfurt am Main Museum, vol. 2, p. 1-160 (texte intégral).